# 고독한 영혼
《고독한 영혼》(In A Lonely Place)는 미국에서 제작된 니콜라스 레이 감독의 1950년 드라마, 느와르, 미스터리 영화이다. 험프리 보가트 등이 주연으로 출연하였고 로버트 로드 등이 제작에 참여하였다.

## 출연

### 주연
- 험프리 보가트

### 조연
- 글로리아 그레이엄
- 프랭크 러브조이
- 칼 벤톤 라이드
- 아트 스미스

## 기타
- 원작자: 도로시 B. 휴즈
- 미술: 로버트 피터슨
- 의상: 진 루이스